# Bhutan na Mistrzostwach Świata w Lekkoatletyce 2009
Bhutan na Mistrzostwach Świata w Lekkoatletyce 2009 – reprezentacja Bhutanu podczas czempionatu w Berlinie liczyła 1 zawodnika, który startował w maratonie.

## Występy reprezentantów Bhutanu

### Mężczyźni
- Maraton
  - Sangay Wangchuk z czasem 2:47:55 ustanowił rekord Bhutanu i zajął 70. miejsce.